# 特务机关NERV (灾害速报账号)
特务机关NERV（日语：特務機関NERV）是日本的一个灾害速报账号，由石森大贵及其所在的信息安全公司Gehirn所运营，名字取自日本动画《新世纪福音战士》中的虚构國際武裝組織「聯合國直屬特務機關NERV」，运营于推特和Mastodon上，另有App提供服务，主要用于播报地震信息，也有报道电车停运等信息。帐号从日本气象厅等机构收集信息后使用程序自动进行分析生成图文报告播报，其播报速度有时还比官方的紧急地震速报快。

## 历史
石森大贵是这个帐号的创建者和运营者，他是日本动画《新世纪福音战士》的爱好者，起初他以自娱自乐的心态于2010年2月在推特上创建了这个帐号，并模仿《新世纪福音战士》中的同名机构，用于播报现实中的灾害，播报过程由程序自动完成。起初特务机关NERV的关注者数量并不多。2011年3月11日，日本東北地方太平洋近海地震爆发且震灾严重，石森大贵的一些好友因此伤亡严重，于是他决定要运营好这个帐号，并改善帐号的功能，让其播报更加及时、准确，使更多人能够在灾难发生时及时逃生。这次地震后，特务机关NERV的关注人数迅速上升。
2017年4月，石森大贵在Mastodon上创建了特务机关NERV的实例，并分别创建了日本不同地区的帐号，用于播报特定地区的灾害信息，方便居民查看当地的灾害信息。